# Abby Newman

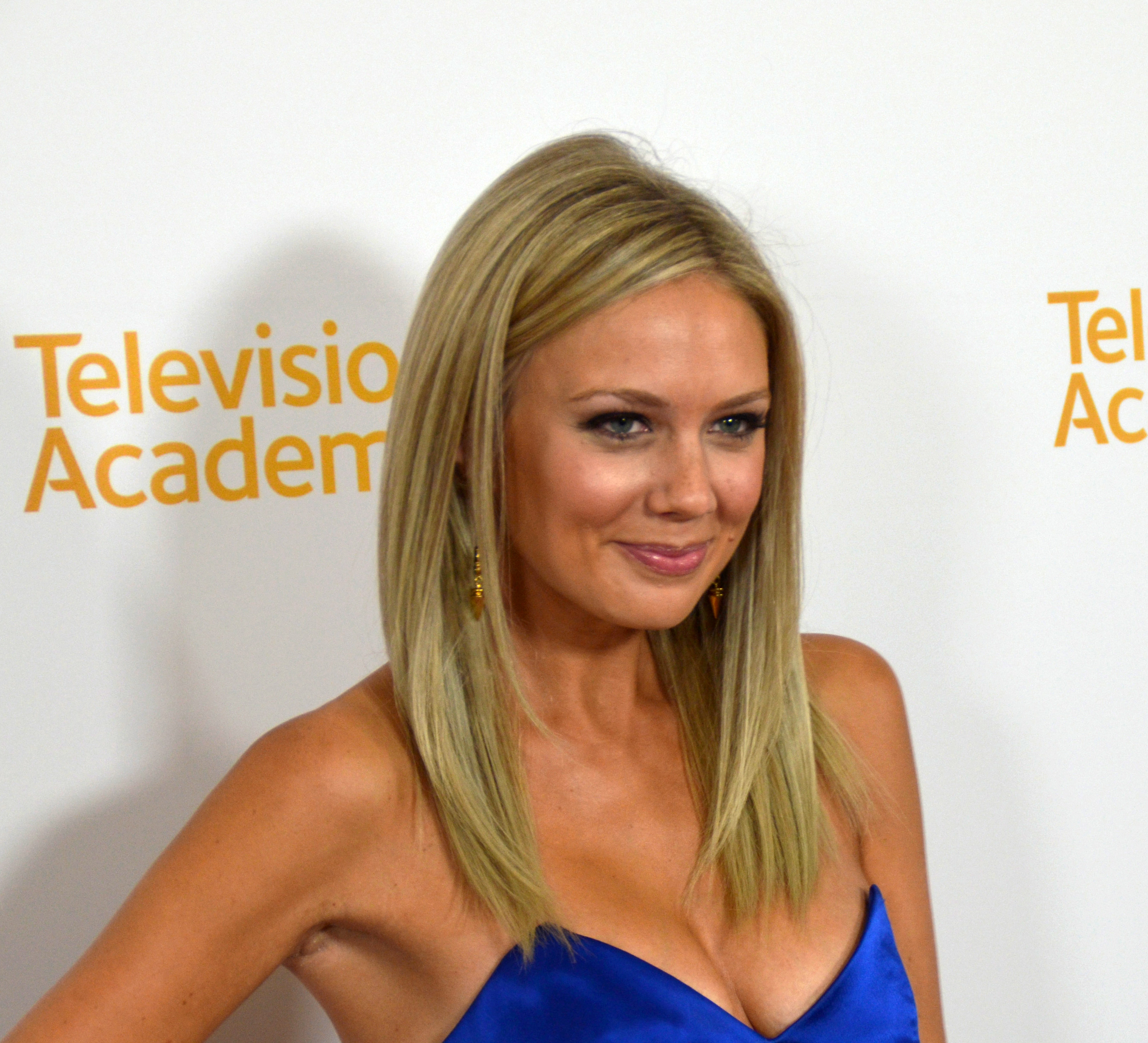
Mélissa Ordway, interprète D'Abby Newman dans le feuilleton les feux de l'amour depuis 2013.

Abigail "Abby" Rachel Chancellor (Née Newman, Anciennement Rayburn) est un personnage de fiction du feuilleton télévisé Les Feux de l'amour, puis est apparue dans Amour, Gloire et Beauté, avant de revenir définitivement à Genoa. Elle est interprétée par Melissa Ordway depuis 2013. Fille de Victor Newman et Ashley Abbott.

## Interprètes
- Madinson et Morgan Reinherz (de 2000 à 2003) en tant que bébé
- Amanda et Rachel Pace (en 2003) 2 apparitions en tant que petite fille de 2 ans
- Darcy Rose Byrnes (de 2003 à 2007) en tant qu'enfant
- Darcy Rose Byrnes (de 2007 à 2008, dans Amour, Gloire et Beauté)
- Hayley Erin (de 2008 à 2010) en tant qu'adolescente
- Marcy Rylan (de 2010 à 2013) en tant qu'adulte
- Melissa Ordway (depuis 2013)

## Histoire du personnage

### Jeunesse
Abby est conçue lorsque Ashley Abbott, désespérée d'avoir l'enfant de Victor Newman pour remplacer celui qu'elle a avorté des années auparavant, vole son sperme à Diane Jenkins, qui a obtenu l'échantillon illégalement dans un laboratoire de fertilité. Ashley s'insémine ensuite en secret et Abigail, surnommée « Abby », naît le 13 novembre 2000. Abby croit que son père est Brad Carlton, raison pour laquelle elle porte son nom de famille. Lorsque Ashley tombe malade du cancer, elle enregistre un message vidéo pour qu'Abby le voie quand elle sera plus âgée, et y révèle que Victor est son père biologique. Ashley survit à son cancer, mais Abby voit la vidéo à l'insu de sa mère et court vers Victor. Après la révélation de la vérité, elle change son nom en Abigail Carlton Newman. En 2008, l'année de naissance d'Abby est révisée à 1994, ce qui la ferait avoir 14 ans en décembre 2008. Le rôle étant redistribué en 2010, l'année de naissance d'Abby est à nouveau révisée à 1988, lui donnant ainsi 21 ans.
Rylan avait initialement peur qu'Abby soit trop similaire à Lizzie Spaulding, car elles sont toutes deux des héritières riches causant des problèmes. Rylan accepte ce stéréotype et déclare qu'en tant qu'acteur, il est bon d'être vu comme quelqu'un qui peut jouer « le bon, le mauvais et le juste milieu ». Abby, interprétée par Rylan, fait sa première apparition en mai 2010, se présentant comme une militante des droits des animaux. Elle est surnommée « L'héritière nue » lorsqu'elle se dévoile devant les photographes dans le hall de Jabot Cosmetics.
Rylan déclare qu'Abby est à la fois une Newman et une Abbott, et qu'« Abby est un peu plus moitié-moitié ». Marcy Rylan pense qu'Abby est une rebelle car elle a besoin d'attention pour se sentir importante pour ceux qui l'entourent. La personnalité de star de télé-réalité d'Abby pousse beaucoup à croire qu'elle est la prochaine Paris Hilton.

### Romance
En 2010, Abby a une relation amoureuse avec Daniel Romalotti. Peu après, elle commence à flirter avec Daniel Romalotti, et ils partagent des interactions romantiques. Abby a des relations sexuelles avec Daniel dans le pool house de Newman, et elle l'enregistre pour son émission de téléréalité. Leur relation est révélée lorsque Nikki Newman et la mère de Daniel, Phyllis Summers, voient Abby et Daniel s'embrasser en public. Leur relation dure un certain temps, mais lorsque Abby découvre que Daniel a eu un enfant avec Daisy Carter, elle rompt avec lui.
Au retour d'Abby, elle se lie romantiquement à Carmine Basco, joué par Marco Dapper, quand ils commencent à sortir ensemble, au grand dam de la ville, mais Abby parvient à convaincre certains qu'il est une bonne personne. Cependant, cette relation n'est pas conclue après le départ de Rylan du feuilleton.
Peu après l'échec de sa relation avec Carmine, Abby s'intéresse de près à Alex Chavez, interprété par le détective Ignacio Serricchio, et ils commencent à sortir ensemble. Cependant, la relation est de courte durée lorsque les scénaristes commencent à développer celle d'Abby avec Tyler Michaelson, interprété par Redaric Williams. Selon Williams, Tyler est « intrigué » par la nature imprévisible d'Abby et déclare que leur attirance naturelle pourrait conduire à une romance,. Cependant, Williams a suggéré que l'intérêt de Tyler pour Abby pourrait être sa tentative de « réprimer ses sentiments » pour Lily. La relation d'Abby et Tyler fait face à quelques interférences de la part de l'ex-fiancée de Tyler, Mariah Copeland, mais elle semble se retirer, ce qui pousse Tyler et Abby à continuer de se voir.

## Réception
Tommy Garrett du site Highlight Hollywood a critiqué la productrice exécutive Jill Farren Phelps pour son licenciement initial de Rylan, qu'il a décrit comme « la meilleure chose sur Y&R depuis des décennies ». Garrett n'a pas apprécié la performance d'Ordway, la qualifiant de « Melissa ordinaire » et déclarant qu'elle est « aussi excitante à regarder que d'être coincée dans les embouteillages sur l'autoroute de Los Angeles ». Soap Opera Digest a écrit que laisser Rylan « s'échapper » pour rejoindre l'hôpital général était « déroutant ». Soaps in Depth a également critiqué la décision du feuilleton de laisser partir Rylan pour Hôpital central, écrivant : « Il s'avère que si vous dormez, vous perdez vraiment. Quelqu'un a-t-il besoin de preuves que Les Feux de l'amour a corrigé une récente erreur en ramenant Emme Rylan dans le rôle d'Abby... et l'a ensuite laissée voler par Hôpital central, où elle reprendra le rôle de Lulu. Ajoutant l'insulte à l'injure ? À quel point le retour de Rylan nous a rappelé à quel point nous l'aimions en tant qu'Abby ! » Ils ont également écrit qu'ils « ne comprendraient jamais comment Y&R a été assez stupide pour laisser Rylan leur filer entre les doigts non pas une fois mais deux fois ».
En 2022, Melissa a reçu sa première nomination aux Daytime Emmy pour la meilleure actrice dans un second rôle dans une série dramatique.
Charlie Mason et Richard Simms de Soaps She Knows ont qualifié la liaison d'Abby avec Devon Hamilton (Bryton James) de « la liaison la plus choquante » des feuilletons de 2022, commentant que leurs « mâchoires sont définitivement tombées lorsque Devon et Abby ' Young & Restless ont soudainement commencé à s'engueuler sur le canapé… et dans les escaliers… et contre le mur… ».